# Anderson Lake, Nova Scotia
Anderson Lake är en sjö i Kanada.   Den ligger i provinsen Nova Scotia, i den sydöstra delen av landet, 1 000 km öster om huvudstaden Ottawa. Anderson Lake ligger 39 meter över havet. Arean är 0,72 kvadratkilometer. Den sträcker sig 1,2 kilometer i nord-sydlig riktning, och 1,4 kilometer i öst-västlig riktning.
Runt Anderson Lake är det i huvudsak tätbebyggt. Runt Anderson Lake är det mycket tätbefolkat, med 1 056 invånare per kvadratkilometer.